# Berke Saka
Berke Saka, född 9 juli 2003, är en turkisk simmare.

## Karriär
Saka deltog vid de olympiska sommarspelen 2020 i Tokyo där han även bar den turkiska fanan vid öppningsceremonin. Vid europamästerskapen i simsport 2024 tog han brons på 200 meter medley.